# Josepha Barbara Auernhammer
Josepha Barbara Auernhammer, née le 25 septembre 1758 à Vienne et morte le 30 janvier 1820 dans cette même ville, est une pianiste et compositrice autrichienne.

## Biographie
Elle est la onzième enfant de Johann Michael Auernhammer et Elisabeth Timmer. Josepha Barbara Auernhammer a étudié avec Georg Friedrich Richter, Leopold Kozeluch et à partir de 1781 avec Mozart. Cette année-là, Mozart lui a dédié ses sonates pour piano et violon K. 296 et K. 376- K.380.
Auernhammer a corrigé la publication de plusieurs sonates de Mozart. L'abbé Stadler a décrit son jeu au piano avec Mozart comme très profond. Lors d'un concert privé à Vienne, elle a joué avec Mozart le 23 novembre 1781, la Sonate pour deux pianos K. 448 et le double Concerto K. 365. D'autres concerts ensemble ont eu lieu en janvier 1782 et le 26 mai 1782.
Après la mort de son père, Mozart a procuré un logement à Auernhammer chez la baronne Waldstätten. En 1786, Auernhammer a épousé Johann Bessenig (vers 1752-1837), avec qui elle a eu quatre enfants. Elle a participé régulièrement à des concerts en privé et au Burgtheater. Ainsi le 25 mars 1801, immédiatement après la fin de la composition, elle a joué le Concerto pour piano en do majeur, op. 15 de Ludwig van Beethoven. Son dernier concert public a eu lieu le 21 mars 1813, avec sa fille, Marianna Auenheim, qui était une enseignante connue et une pianiste.
Auernhammer a écrit principalement de la musique de piano, en particulier des variations, qui se caractérisent par une connaissance approfondie des techniques pianistiques et l'utilisation savante de l'instrument. Elle a publié 10 livres de « Variations pour piano ». Dans un cahier manuscrit, elle a recueilli six Lieder allemands (1790).